# هوندا سیویک هیبرید

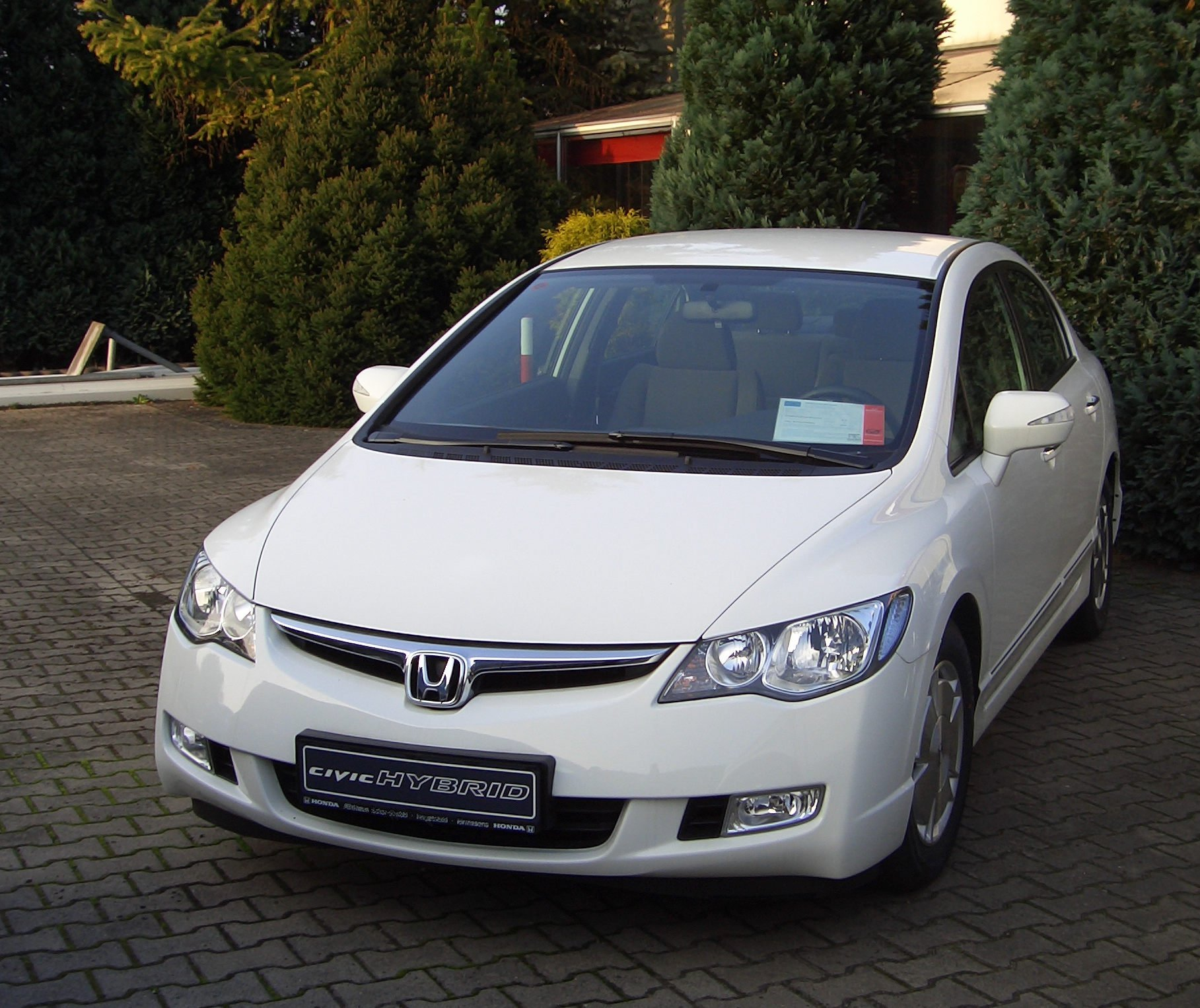

هوندا سیویک هیبرید (Honda Civic Hybrid) خودرویی است که از سال ۲۰۰۱–کنون در ژاپن تولید شده‌است.
این خودرو در کلاس خودرو کامپکت قرار گرفته، طراحی آن خودروهای موتور جلو-محور جلو بوده است.